# Complesso di Punta Unossi
ll complesso di Punta Unossi è un'area archeologica situata nella Sardegna nord-occidentale; è considerato uno dei più importanti siti presenti nel territorio di Florinas, di cui fa parte amministrativamente e da cui dista circa quattro chilometri. Ubicato sull'ampio pianoro di Sa Cuguttada, ai piedi dell'omonimo rilievo, domina la lunga e profonda valle dei Giunchi.

## Descrizione

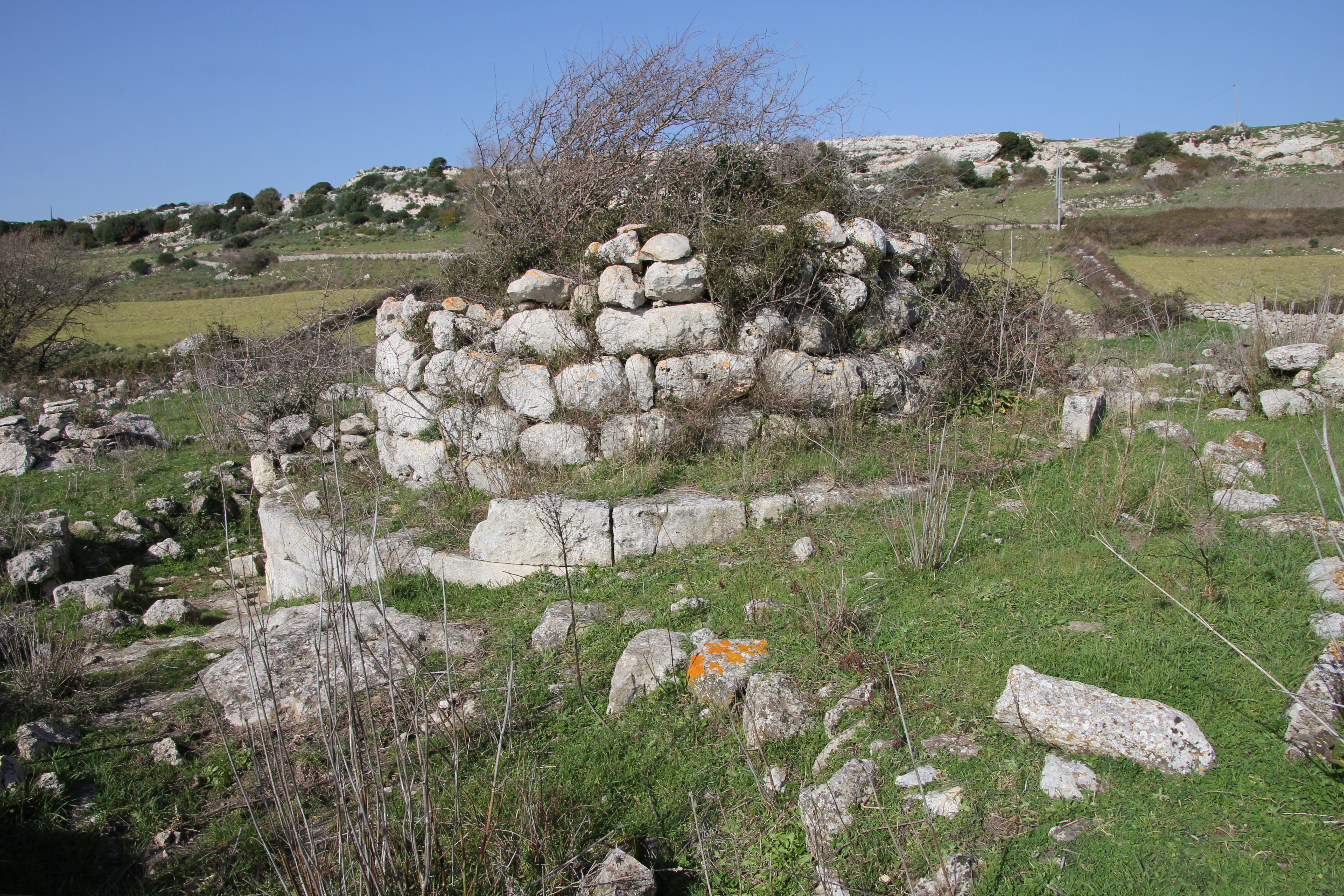
Il nuraghe di Sa Cuguttada

Il complesso, oggetto di indagini archeologiche condotte negli ultimi anni ottanta dalle archeologhe Angela Antona e Francesca Galli, è costituito da ciò che resta di un vasto agglomerato di capanne di varia tipologia. Risalta fra queste un ampio edificio circolare con diametro esterno di m 11 e interno di m 7,60, chiamato "la capanna delle riunioni" per via degli elementi in essa presenti, tipici di questo tipo di ambienti: un sedile che corre su tutta la parete e un basamento centrale circolare rialzato rispetto al piano di calpestio, dove era presumibilmente posizionato un betilo-torre ritrovato durante gli scavi all'interno dell'ambiente stesso.

Al centro dell'insediamento spicca quello che sulle carte topografiche viene chiamato "nuraghe Sa Cuguttada", un'atipica torre di 5,20 metri di diametro, realizzata con blocchi non lavorati, in origine forse coperta a thòlos alla quale, tempo dopo, venne aggiunto un rifascio in muratura isodoma cioè realizzato con pietre ben conformate e rifinite. Quest'ultimo elemento, tipico degli edifici di culto, connoterebbe il complesso come "villaggio-santuario".
Come suggeriscono le varie tipologie delle strutture e il genere di materiali rinvenuti durante gli scavi, il sito fu certamente utilizzato sino all'età romana.